# Stary Kębłów
Stary Kębłów es un pueblo de Polonia, en Mazovia. Se encuentra en el distrito (Gmina) de Żelechów, perteneciente al condado (Powiat) de Garwolin. Se encuentra aproximadamente a 4 km al oeste de Żelechów, 25 km al sureste de Garwolin, y a 80 km al sureste de Varsovia. Su población es de 228 habitantes.
Entre 1975 y 1998 perteneció al voivodato de Siedlce.